# 蒋文郁
蒋文郁（1942年4月—），男，江苏宜兴人，中华人民共和国军事人物，中国人民解放军少将，曾任江苏省军区司令员，中共江苏省委常委。